# Vicia hyaeniscyamus
Vicia hyaeniscyamus — вид квіткових рослин з родини бобових (Fabaceae). Ареал охоплює такі країни: Ліван, Сирія.

## Середовище
Зустрічається на висотах від 270 м до 370 м над рівнем моря. Vicia hyaeniscyamus зустрічається на порушених сільськогосподарських угіддях та відкритих лісах на базальтових, важких чорноземних та червоних ґрунтах. Зв'язок із сільськогосподарськими та напівприродними середовищами існування робить цей вид вразливим до змін у сільськогосподарському управлінні та інших антропогенних тисків. Випас дикими або свійськими тваринами в цих середовищах існування може становити реальну загрозу для цього виду, оскільки він задокументовано як рідкісний вид, а види роду Vicia зазвичай погано реагують на випас. Крім того, східний Середземноморський регіон в цілому перебуває під загрозою генетичної ерозії, а географічно обмежені види цього регіону знаходяться під загрозою через зміни в управлінні навколишнім середовищем.